# Refrén
A refrén (franciául refrain), a vers (dal) valamennyi szakaszának végén változatlanul megismétlődő sor vagy sorok. A népdalban sokszor értelmetlen szavakból, felkiáltásokból áll (Iliajla, Dinom-dánom sum-sum-sum stb.). Zeneszámokban, slágerekben is nagyon gyakran előfordul. A régi francia dalformáknak (ballada) és az újabb francia chanson-nak jellemző tulajdonsága; a közönség együtt énekelheti az előadóval. Kivált Béranger chansonjai nyomán a műköltészet is felelevenítette (pl. Petőfi Szülőföldemen című költeményében: Cserebogár, sárga cserebogár).  
A refrén a versekben, prózákban új fordulatot képez és régi versszakokat idéz fel. 

## Forrás
- Uj Idők Lexikona 21-22. Pozdorja - Szikes (Budapest, 1941)